# Adem (lucht)
Adem is de lucht die door levende wezens wordt gebruikt. Dit proces wordt ademen  of ademhalen genoemd.
- Planten ademen via huidmondjes.
- Insecten ademen via hun tracheeën.
- Vissen ademen met behulp van hun kieuwen.
- Op land levende dieren ademen via de longen.

De Grieken en Romeinen meenden dat vissen niet ademden. Plinius stelde echter dat ze wel degelijk adem moesten halen. Hij stelde dat ze konden kijken en horen en daar was volgens hem lucht voor nodig. Dus stelde hij, hoewel zijn redenering niet klopt, dat ze moesten ademen. Verder merkte hij op dat vissen soms naar lucht hapten.